# Широметр
Широметр — вимірювальний пристрій, застосовуваний визначення міцності структури бурового розчину. У комплект входять дві порожнисті трубки зсуву (маса 5 г, розміри 3,5 х 1,4 дюйма) і градуйований пробовідбірний стакан, що встановлюється в центрі основи. Шкала дозволяє вимірювати параметр міцності структури-гранична статична напруга зсуву в фунтах на 100 кв. футів. Для випробування обважнених бурових розчинів передбачена більш важка труба зсуву (20 г з вантажним супортом), спеціально призначена для випробування бурових розчинів з високою міцністю структури.
Процедура тестування бурового розчину широметром опублікована API. Зазвичай цей тест використовується для оцінки статично зістареного зразка шламу, бурового розчину, залишеного при високій температурі на кілька годин. Трубку широметра поміщають на поверхню гелеподібної пульпи та накладають вантажі, поки трубка не зануриться на позначену глибину. Прикладена вага вказує на міцність зразка розчину на зсув.